# Autostrada Catania-Siracusa
Die Autostrada Catania-Siracusa (vormals NSA 339) ist eine italienische Autobahn auf Sizilien, die von Catania nach Augusta führt. Die Autobahn ist Bestandteil der Europastraße 45, die von Alta in Norwegen bis in die Stadt Gela im Süden von Sizilien führt.

## Bezeichnung und Verlauf
Diese Autobahn ist die einzige Autobahn Italiens, die keine eindeutige Bezeichnung erhalten hat (wie z. B. A1 oder A33). Die offizielle Bezeichnung lautet: Autostrada Catania-Siracusa. Diese Bezeichnung taucht jedoch nicht auf den Verkehrstafeln entlang der Strecke auf. Hier wird die Bezeichnung aut. CT-SR (autostrada Catania-Siracusa) angezeigt. In Wahrheit endet die Autobahn nicht in Siracusa, sondern 25 km entfernt in Augusta.
Die Autobahn stellt die unmittelbare Verlängerung des RA 15 dar, der die Stadtumfahrung Catanias bildet. Die Autobahn verläuft dann in Richtung Süden bis zur Ortschaft Villasmundo in der Nähe von Augusta. Hier geht die Autobahn in die Strada Statale 114 Orientale Sicula über, eine vierspurig ausgebaute Autobahnähnliche Straße, die bis nach Siracusa zur Autobahn A18 führt.

## Geschichte
Die Bauarbeiten begannen nach jahrzehntelanger Planarbeit erst im März 2005. Die Baukosten betrugen 723 Millionen Euro. Abgeschlossen wurden die Bauarbeiten am 9. Dezember 2009.
Die Autobahn wurde in mehreren Teilabschnitten eröffnet:
- Am 28. Juli 2009 wurde der Abschnitt zwischen Catania und Lentini eröffnet[5]
- Am 10. Dezember 2009 folgte der Abschnitt zwischen Lentini und Villasmundo[6][7]

## Technische Daten
Die Autobahn weist auf ihrem Verlauf von 25,2 km folgende Bauweisen auf:
- 12 Brücken mit einer Gesamtlänge von 4,16 km
- 5 natürliche Tunnel mit einer Gesamtlänge von 5,8 km
- 3 künstliche Tunnel mit einer Gesamtlänge von 2,7 km[1]

Die Autobahn ist vierspurig ausgebaut, also zwei Fahrstreifen je Richtung, zusätzlich noch mit Standstreifen.